# Lineus cingulatus
Lineus cingulatus är en djurart som tillhör fylumet slemmaskar, och som först beskrevs av William Stimpson 1855.  Lineus cingulatus ingår i släktet Lineus och familjen Lineidae. Inga underarter finns listade i Catalogue of Life.